# Список символов штатов США (земноводные)

Штаты США

Список символов штатов США (земноводные) включает земноводных, которые были избраны символами в отдельных штатах США. Восемнадцать американских штатов определили ту или иную разновидность земноводных в качестве официального символа свего штата (State amphibian).

## Список
| Штат           | Амфибия штата                                        | Биномен                   | Изображение | Год  |
| -------------- | ---------------------------------------------------- | ------------------------- | ----------- | ---- |
| Айова          | Лягушка-бык (англ. North American Bullfrog)          | Rana catesbeiana          |             |      |
| Алабама        | Red Hills Salamander                                 | Phaeognathus hubrichti    |             | 2000 |
| Аризона        | Arizona Tree Frog                                    | Hyla eximia               |             |      |
| Вашингтон      | Pacific Chorus Frog                                  | Pseudacris regilla        |             | 2007 |
| Вермонт        | Northern Leopard Frog                                | Rana pipiens              |             |      |
| Джорджия       | American Green Tree Frog                             | Hyla cinerea              |             | 2005 |
| Иллинойс       | Eastern Tiger Salamander                             | Ambystoma tigrinum        |             | 2005 |
| Канзас         | Barred Tiger Salamander                              | Ambystoma mavortium       |             |      |
| Луизиана       | American Green Tree Frog                             | Hyla cinerea              |             |      |
| Миннесота      | Northern Leopard Frog                                | Rana pipiens              |             |      |
| Миссури        | Лягушка-бык (англ. North American Bullfrog)          | Rana catesbeiana          |             |      |
| Нью-Гемпшир    | Восточноамериканский тритон (англ. Red-spotted Newt) | Notophthalmus viridescens |             |      |
| Нью-Йорк       | Wood Frog                                            | Rana Sylvatica            |             |      |
| Нью-Мексико    | New Mexico Spadefoot Toad                            | Spea multiplicata         |             |      |
| Оклахома       | Лягушка-бык (англ. North American Bullfrog)          | Rana catesbeiana          |             |      |
| Теннесси       | Tennessee Cave Salamander                            | Gyrinophilus palleucus    |             |      |
| Техас          | Texas Toad                                           | Bufo speciosus            |             | 2009 |
| Южная Каролина | Жёлтопятнистая амбистома                             | Ambystoma maculatum       |             | 1999 |